# سیمونه یاکوپونی
سیمونه یاکوپونی (انگلیسی: Simone Iacoponi؛ زادهٔ ۳۰ آوریل ۱۹۸۷) بازیکن فوتبال اهل ایتالیا است.
از باشگاه‌هایی که در آن بازی کرده‌است می‌توان به باشگاه فوتبال پارما، باشگاه فوتبال مونتسا، باشگاه فوتبال ویرتوس انتلا، و باشگاه فوتبال امپولی اشاره کرد.